# Maria Celeste
Zuster Maria Celeste (16 augustus 1600 – 2 april 1634), geboren Virginia Galilei, was een non. Ze was de dochter van de wetenschapper Galileo Galilei en Marina Gamba.

## Biografie
Virginia was de oudste van drie kinderen, naast haar zus Livia en broer Vincenzio. Alle drie zijn buiten het huwelijk geboren en de dochters werden als onwaardig voor het huwelijk beschouwd. Geplaagd door financiële problemen, plaatste Galileo ze kort na de dertiende verjaardag van Virginia in het San Matteo-klooster. Toen ze in 1616 de sluier begon te dragen, koos Virginia haar religieuze naam, Maria Celeste, ter ere van de Maria en haar vaders liefde voor astronomie.
Vanuit haar klooster was Maria Celeste niet alleen een bron van steun voor haar Clarissen-zusters, maar ook voor haar vader. Maria Celeste was de apotheker van het klooster. Ze stuurde haar vader kruidenmengsels voor zijn kwalen, terwijl ze ook de financiën van het klooster beheerde en toneelvoorstellingen in het klooster organiseerde. Er zijn aanwijzingen dat ze de manuscripten voor enkele van Galileo's boeken heeft geschreven. Maria Celeste was ook een bemiddelaar tussen haar vader en haar broer.
Maria Celeste vroeg haar vader vaak om hulp voor het klooster, en hield die drijvend door zijn invloed. Galileo hielp bij het repareren van de ramen en zorgde ervoor dat de klok werkte.
In 1633 berechtte de inquisitie Galileo voor ketterij. Hij werd gedwongen zijn mening over heliocentrisme te herroepen en werd voor het leven veroordeeld tot huisarrest. Kort nadat Galileo in schande terugkeerde naar Arcetri, kreeg Maria Celeste dysenterie en stierf op 2 april 1634, 33 jaar oud.
Galileo beschreef Maria Celeste als "een vrouw met een voortreffelijke geest, bijzondere goedheid en zeer aan mij gehecht".

## Werk
Na Galileo's dood werden tussen zijn papieren 124 brieven van Maria Celeste gevonden die tussen 1623 en 1633 waren geschreven. Galileo's reacties zijn verloren gegaan. De brieven van Maria Celeste zijn gepubliceerd:
- (it) Virginia Galilei, Lettere al padre on Wikisource
- (en) Galilei, Maria Celeste, and Sobel, Dava. Letters to Father: Suor Maria Celeste to Galileo, 1623-1633. New York: Walker & Co., 2001. Ook online

## Nalatenschap
- Maria Celeste verschijnt als personage in het toneelstuk Leven van Galilei van Bertold Brecht en Margarete Steffin. Het stuk geeft geen nauwkeurige weergave van haar leven, omdat het laat zien dat ze verloofd is, in plaats van als een non.
- De International Astronomical Unie heeft de inslagkrater Maria Celeste op de planeet Venus naar haar vernoemd.

## Verder lezen
- Sobel, Dava. Galileo's Daughter: A Historical Memoir of Science, Faith and Love. Penguin Group, 1999, 420 blz. ISBN 9780670878048
- Galileo-project